# Sasha Victorine
Sasha Caleb Victorine (Santa Ana, 3 febbraio 1978) è un ex calciatore statunitense, di ruolo di attaccante.
In passato, ha giocato per cinque stagioni in forza al Los Angeles Galaxy e per quattro ai Kansas City Wizards. Conta 4 presenze e una rete in Nazionale.